# ژولیوس لا روزا
ژولیوس لا روزا (به انگلیسی: Julius La Rosa)؛ (زادهٔ ۲ ژانویهٔ ۱۹۳۰ – درگذشتۀ ۱۲ مه ۲۰۱۶ میلادی) یک خوانندۀ موسیقی پاپ سنتی اهل ایالات متحدۀ آمریکا بود که از دهۀ ۱۹۵۰ میلادی در رادیو و تلویزیون کار می‌کرد.